# تشارلز كاريل كولمان
تشارلز كاريل كولمان (بالإنجليزية: Charles Caryl Coleman)‏ هو رسام أمريكي، ولد في 25 أبريل 1840 في بوفالو في الولايات المتحدة، وتوفي في 5 ديسمبر 1928 في كابري في إيطاليا.

## معرض صور

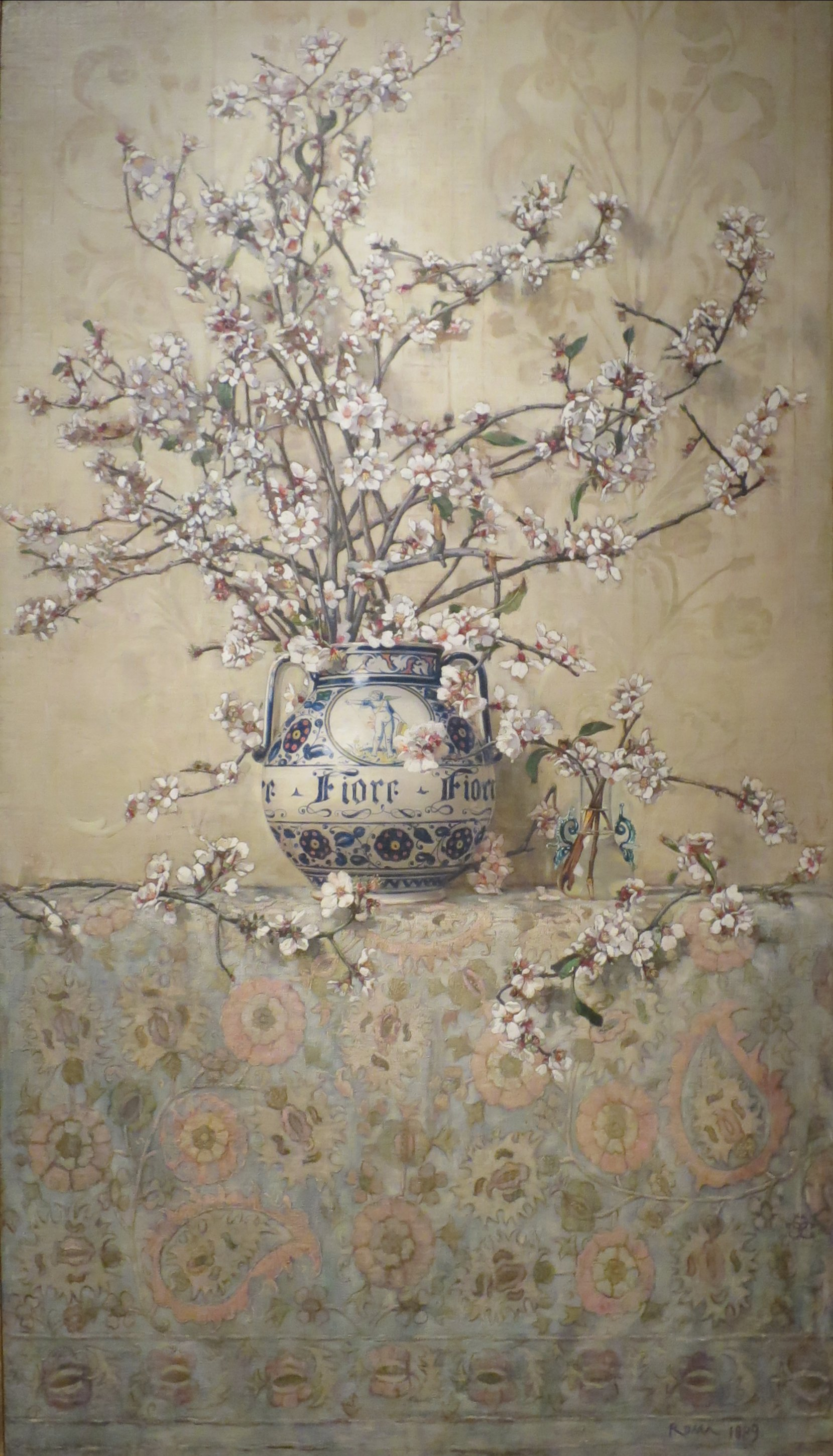
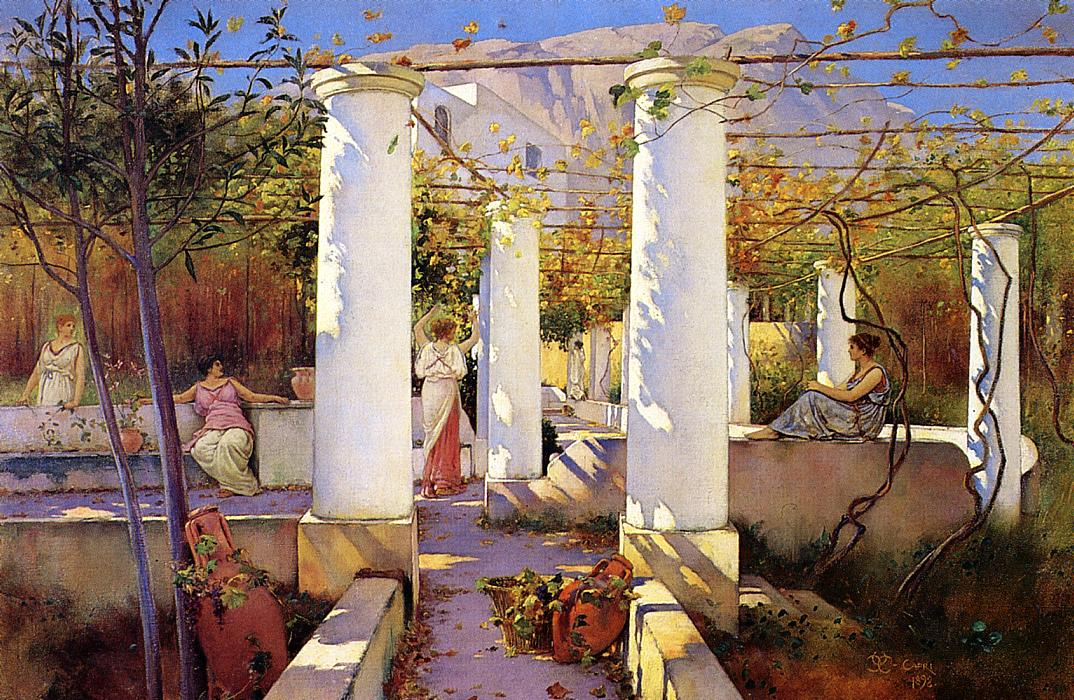
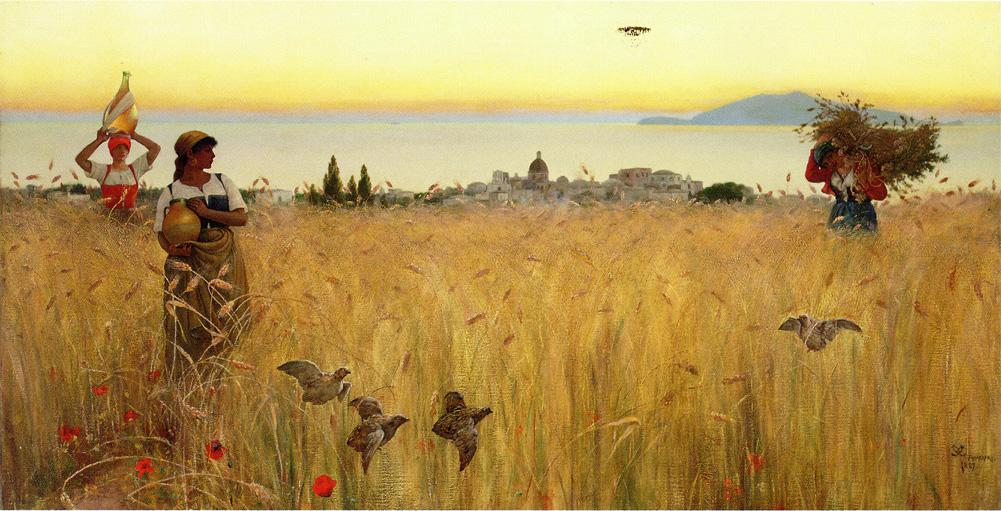
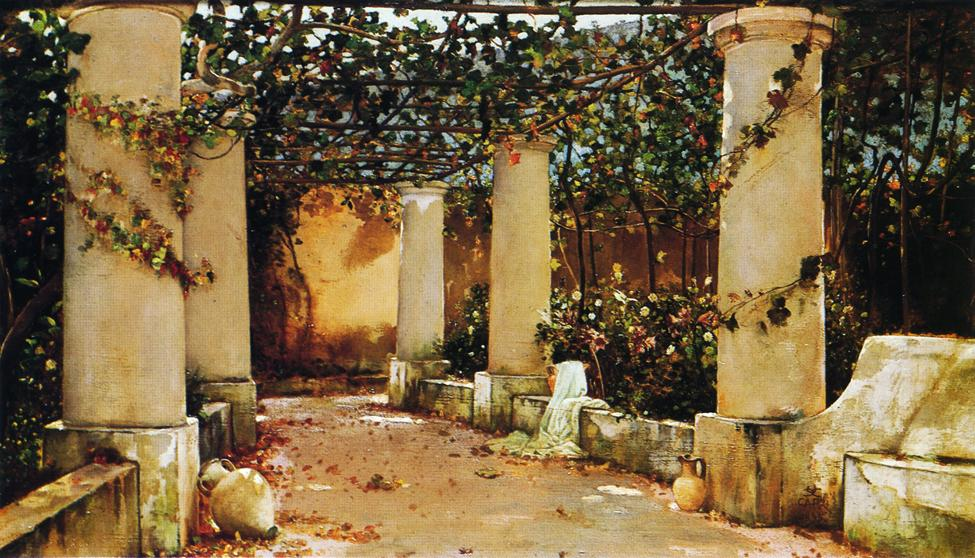
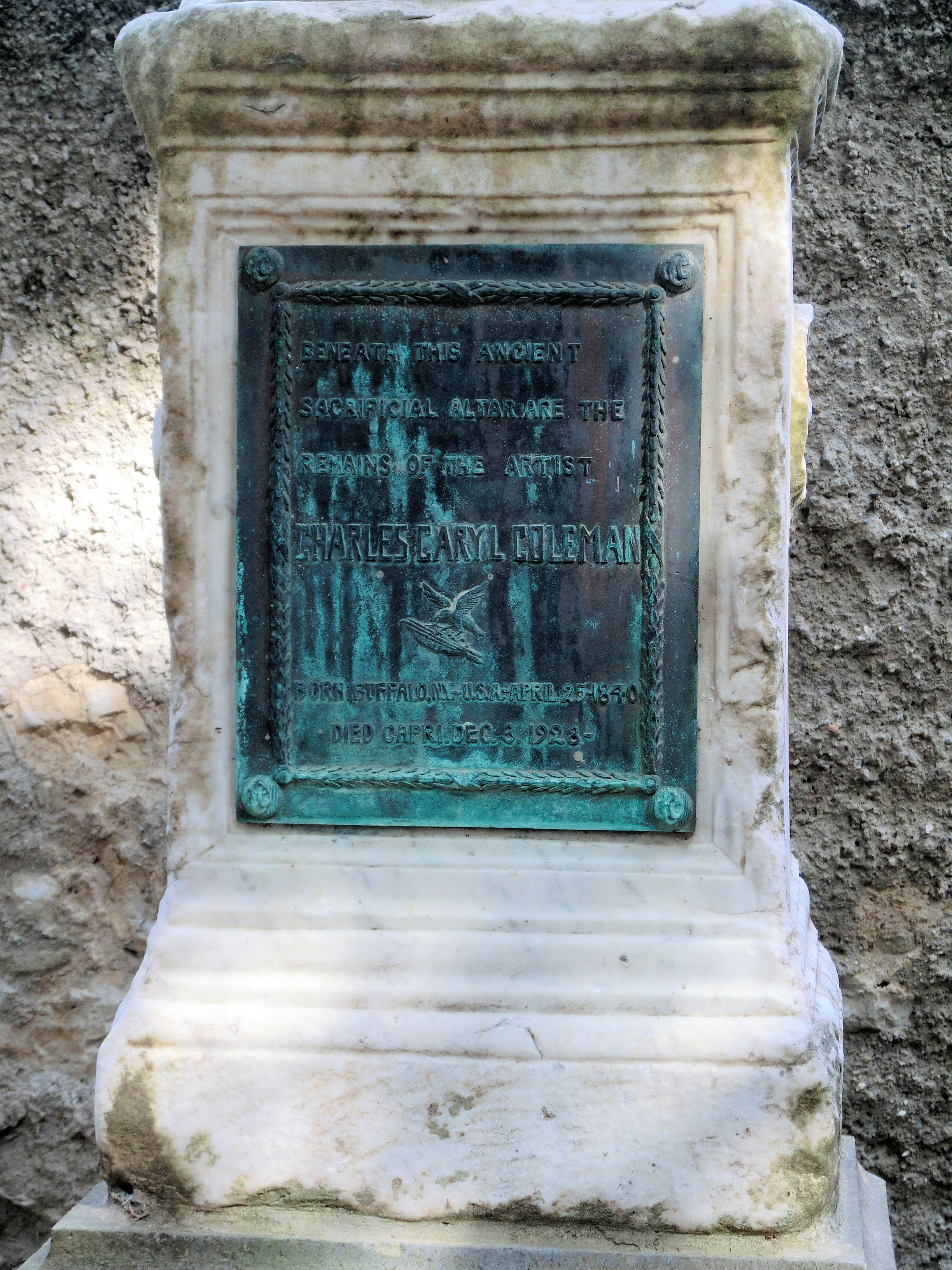